# Félix da Cunha
Félix Xavier da Cunha  (Porto Alegre, 16 de setembro de 1833 – Porto Alegre, 21 de fevereiro de 1865) foi um poeta, advogado, jornalista, escritor e político brasileiro.

## Biografia
Filho do brigadeiro Francisco Xavier da Cunha, que morreu em combate com os farroupilhas quando tinha 6 anos, e irmão de Francisco Xavier da Cunha.
Formou-se em direito na Faculdade de Direito de São Paulo, em 1854. Casou-se com Josefina Pinto Bandeira, filha de Vasco Pinto Bandeira e Ana Carolina da Silva Bandeira; sobrinha-neta de Rafael Pinto Bandeira e bisneta de Francisco Pinto Bandeira. Foi pai de Godofredo Xavier da Cunha, ministro do Supremo Tribunal Federal.
Enquanto estudante em São Paulo, colaborou com a Revista Mensal do Ensaio Filosófico Paulistano, na Revista Literária, na revista do Ateneu Paulista, no O Acaiaba e na revista A Propaganda.
Em Porto Alegre foi juiz municipal, chefe de Polícia, advogado e presidente da Beneficência Porto-Alegrense em 1857.
Fundou o semanário O Guaíba (1856-1858), o primeiro periódico literário a ser publicado no Rio Grande do Sul. Também comprou o jornal O Mercantil, substituindo João Cândido Gomes, escrevendo com Carlos Jansen e Pedro Antônio de Miranda e fazendo renome na imprensa provincial.
Foi deputado provincial a partir de 1856. É considerado grande rearticulador do Partido Liberal no Rio Grande do Sul, ao lado de Manuel Luís Osório e Gaspar Silveira Martins. Seu irmão Francisco também fez parte do partido, também tendo sido eleito deputado em 1877.
Um desentendimento com Lopes Teixeira, na câmara, levou à divisão do Partido Liberal: os liberais históricos, à que ele se uniu, e os liberais progressistas, com Lopes Teixeira.
Faleceu vítima de tuberculose. É patrono da cadeira 3 da Academia Rio-Grandense de Letras. Está sepultado no Cemitério da Santa Casa de Misericórdia. Segundo Aquiles Porto Alegre, "foi na tribuna e na imprensa politica, o que o seu pai, o brigadeiro Francisco Xavier da Cunha havia sido nos campos de combate: Valente, brioso, e patriota. [...] Morria aos trinta e dois anos de idade, tendo sido jornalista, orador, poeta e dramaturgo dos maiores que o Rio Grande do Sul já teve". Sua obra literária foi toda publicada postumamente, destacando-se o volume Poesias.